# Zigadenus glaberrimus
Zigadenus glaberrimus là một loài thực vật có hoa trong họ Melanthiaceae. Loài này được Michx. miêu tả khoa học đầu tiên năm 1803.